# Assedio di Neuss
L'assedio di Neuss ebbe luogo tra il 1474 e il 1475 e fu uno dei primi eventi bellici indicati sotto il nome di Guerre borgognone. L'assedio di Carlo I di Borgogna alla città imperiale di Neuss non ebbe successo. L'avvicinarsi di un imponente esercito imperiale mise in fuga gli assedianti.
La ritirata borgognona venne interpretata dagli abitanti della città come un intervento miracoloso, ottenuto con le preghiere innalzate al santo protettore San Quirino di Neuss, le cui spoglie erano state traslate dalle catacombe romane quattro secoli prima ed erano custodite nella basilica della città tedesca.